# Burg Landsberg (Pfalz)
Die Burg Landsberg, auch Moschellandsburg oder Landsburg genannt, ist die Ruine einer Höhenburg auf dem 331,4 m ü. NHN hohen Moschellandsberg (auch Landsberg oder Schloßberg) bei der Stadt Obermoschel im rheinland-pfälzischen Donnersbergkreis in Deutschland. Sie kann für private Feste gemietet werden.

## Geschichte
Eine erste Nennung der Burg von 1130 lässt sich nicht belegen. Möglicherweise ist Graf Gerlach I. von Veldenz (1112–1146) im Besitz der Burg. Die erste gesicherte Erwähnung stammt von 1255 und bestätigt den Besitz der Grafen von Veldenz als Wormser Lehen. Nach dem Erlöschen der Grafen von Veldenz im Mannesstamm 1444 kam die Burg mit der Grafschaft Veldenz an Stephan von Pfalz-Simmern und fiel bei der Erbteilung an die Linie Pfalz-Zweibrücken. Stephans Sohn Ludwig der Schwarze besaß die Burg von 1453 bis 1489 und baute sie zu einer starken Festung aus. Die Burg erlitt im Dreißigjährigen Krieg schwere Schäden, sie wurde 1620 den Spaniern übergeben und wurde 1622 von Kroaten übernommen. Danach zogen 1631 die Schweden ein und nutzten die Burg als Kaserne. 1635 wurde sie erneut von kaiserlichen Kroaten besetzt. Erst 1645 nahm Pfalzgraf Friedrich Ludwig die Burg wieder für die Landsberger Nebenlinie der Pfalz-Zweibrücker in Besitz.
Friedrich Ludwig starb 1681 als Herzog von Pfalz-Zweibrücken ohne männliche Erben auf der Burg. Sie war danach weiterhin Witwensitz der Pfalzgräfin Charlotte Friederike, Schwiegertochter Friedrich Ludwigs, die das Herzogtum später als Administratorin verwaltete. Während ihrer Abwesenheit zerstörten französische Truppen die Burg 1689 im Pfälzischen Erbfolgekrieg. Die Ruine wurde 1693 an die Zweibrücker Herzöge zurückgegeben. Zum Nationalgut wurde die Burg in der französischen Revolution erklärt.
Die umfangreichsten Instandhaltungs- und Renovierungsarbeiten seit der Zerstörung der Burg fanden 1977 und 1978 statt. Wenige Jahre später wurden 1981 bis 1983 eine Schutzhütte über den Kellergewölben erbaut.
Die Burg ist heute in Besitz der Stadt Obermoschel, die seit 2005 jährliche Sanierungsarbeiten sowie Instandsetzungen und Ausbauarbeiten vornehmen lässt. 2007 wurden Teile der Burganlage mit alten Rosensorten bepflanzt und die Lagerwiese mit Obstbäumen eingefasst.

## Anlage

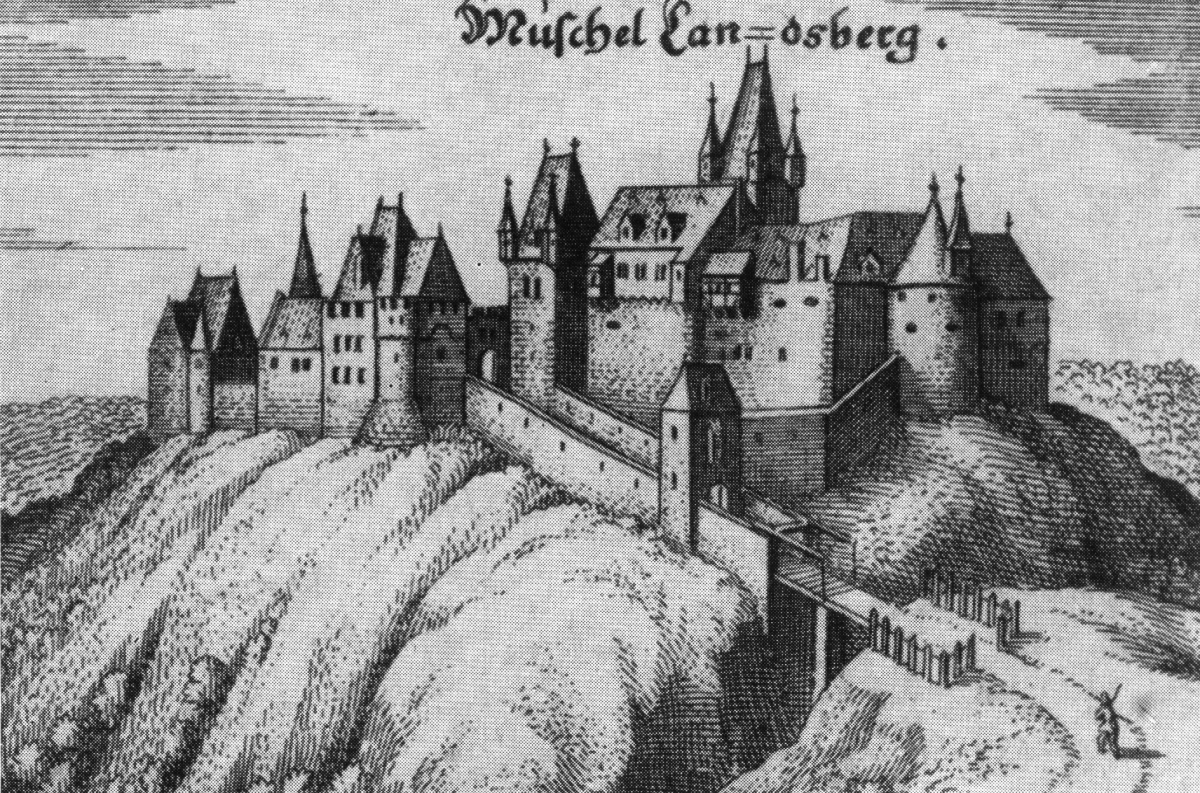
Kupferstich der Burg aus dem 17. Jahrhundert

Ein weithin sichtbarer Bergfried thront über der Burg. Im 16. Jahrhundert wurde die Burg zum Renaissanceschloss umgebaut. Eine gewaltige Schildmauer aus Buckelquadern aus dem 12./13. Jahrhundert ist erhalten, so wie auch die Reste von Palas, Torturm, Ringmauer, Stallgebäude und Brunnen.

## Tourismus
Entlang der Burg führen der Prädikatswanderweg Pfälzer Höhenweg und der Fernwanderweg Nahegau-Wasgau-Vogesen vorbei.